# Puchar Ukrainy w piłce nożnej (2025/2026)
Puchar Ukrainy 2025/2026 (oficjalna nazwa: vbet Puchar Ukrainy w piłce nożnej, ukr. vbet Кубок України з футболу) – 34. rozgrywki pucharowe ukraińskiej klubowej piłki nożnej, organizowanych przez UAF, mające na celu wyłonienie zdobywcy krajowego Pucharu, który zakwalifikuje się tym samym do Ligi Europy UEFA na sezon 2026/2027. Sezon będzie trwać do maja 2026. Z powodu rosyjskiej inwazji na Ukrainę mecze rozgrywane są z ograniczoną liczbą widzów. Tytuł będzie bronił Szachtar Donieck.
W sezonie 2025/2026 rozgrywki te składają się z:
- rundy kwalifikacyjnej,
- meczu 1/32 finału, do której dołączyły 12 najniżej sklasyfikowanej zespołów Premier-lihi sezonu 2024/2025 oraz 16 zespołów Pierwszej ligi, 16 zespołów Drugiej ligi i 4 zespoły, które brały udział w Pucharze Ukrainy wśród drużyn amatorskich sezonów 2024/25
- meczu 1/16 finału, do której dołączyły 4 najwyżej sklasyfikowane zespoły Premier-lihi sezonu 2024/2025,
- meczu 1/8 finału,
- meczu 1/4 finału,
- meczu 1/2 finału,
- meczu finałowego.

## Drużyny
Do rozgrywek Pucharu przystąpiło 68 drużyn: 16 z Premier-lihi, 16 z Pierwszej Lihi, 16 z Drugiej Lihi, 4 uczestników Pucharu Ukrainy wśród drużyn amatorskich sezonów 2024/25 oraz 16 zespołów reprezentujących związki regionalne.
| Kluby Premier Lihi: | Kluby Pierwszej Lihi: | Kluby Drugiej Lihi: | Uczestnicy Pucharu Ukrainy wśród drużyn amatorskich:                                       | Przedstawiciele związków regionalnych: |
| - Dynamo Kijów - Epicentr Kamieniec Podolski - Karpaty Lwów - FK Kudriwka - Kołos Kowaliwka - Krywbas Krzywy Róg - ŁNZ Czerkasy - Metalist 1925 Charków - Obołoń Kijów - FK Ołeksandrija - Polissia Żytomierz - SK Połtawa - Ruch Lwów - Szachtar Donieck - Weres - Zoria Ługańsk | - Ahrobiznes Wołoczyska - Bukowyna Czerniowce - FK Czernihów - Czornomoreć Odessa - Feniks Mariupol - Inhułeć Petrowe - JuKSA Kijów - Liwyj Bereh Kijów - Metalist Charków - Metałurh Zaporoże - Nywa Tarnopol - Podilla Chmielnicki - Probij Horodenka - Prykarpattia Iwano-Frankiwsk - Wiktorija Sumy - Worskła Połtawa | - Atłet Kijów - Czajka Petropawliwśka Borszczahiwka - Dinaz Wyszogród - Hirnyk-Sport Horiszni Pławni - Kułykiw-Biłka - FK Lisne - Łokomotyw Kijów - Nywa Winnica - Penuel Krzywy Róg - Reał Farma Odessa - Rebel Kijów - Skała 1911 Stryj - FK Trostianeć - FK Użhorod - FK Wilchiwci | - Ahrotech Tyszkiwka - Awanhard Łozowa - Denhoff Denychiwka - Kormił Jaworów - Majak Sarny | - Ahron Gaje Wielkie - Fazenda Czerniowce - Hirnyk Nowojaworowsk - IRON Zaporoże - Karbon Czerkasy - Kołos Połonne - Korosteń/Ahro-Nywa - Łehija Kijów - Łućksantechmontaż-536 Łuck - Medeja-Newyćkyj zamok Onokiwci - Naftowyk Dolina - Nika-SMK Bogoduchów - FK Nowoukrainka - Olimpija Sawynci - Palmira Odessa - Polissia Stawky |

## Terminarz rozgrywek

### Runda kwalifikacyjna (1/64 finału)
Mecze I rundy wstępnej zostały rozegrane 8, 9 i 10 sierpnia 2025 roku.
| Łehija Kijów         | 0:4 | Polissia Stawky                | 8.08.2025         |
| IRON Zaporoże        | 5:1 | FK Nowoukrainka                | 8.08.2025         |
| Hirnyk Nowojaworowsk | 1:1 | Naftowyk Dolina                | k.3:4, 9.08.2025  |
| Korosteń/Ahro-Nywa   | 1:0 | Łućksantechmontaż-536 Łuck     | 9.08.2025         |
| Karbon Czerkasy      | 2:1 | Palmira Odessa                 | 9.08.2025         |
| Olimpija Sawynci     | 4:0 | Nika-SMK Bogoduchów            | 9.08.2025         |
| Fazenda Czerniowce   | 1:1 | Medeja-Newyćkyj zamok Onokiwci | k.4:3, 10.08.2025 |
| Kołos Połonne        | 0:0 | Ahron Gaje Wielkie             | k.5:3, 10.08.2025 |

### 1/32 finału
Mecze 1/32 finału zostaną rozegrane w dniach 23-24 sierpnia 2025 roku.